# The 11th Hour (filme)
The 11th Hour é um documentário norte-americano de 2007 criado, produzido e narrado por Leonardo DiCaprio, financiado por Adam Lewis e Pierre André Senizergues, dirigido por Leila Conners Petersen e Nadia Conners e distribuído pela Warner Independent Pictures.
Sua Premiere Mundial foi realizada de 16 a 27 de maio de 2007 na 60ª Edição Anual do Festival de Cinema de Cannes e foi lançado em 17 de agosto nos Estados Unidos e 16 de novembro de 2007 no Brasil, ano cujo Quarto Relatório de Avaliação do Painel Intergovernamental sobre Mudanças Climáticas das Nações Unidas foi publicado, e um ano depois do também documentário Uma Verdade Inconveniente, onde retrata, também, o Aquecimento Global.